# Torsten Henriksons gångbro
Torsten Henriksons gångbro var en gångbro i stadsdelen Gullbergsvass i Göteborg. Bron var 150 meter lång och sträckte sig från Nordstan till Lilla Bommens torg.
Gångbron fick sitt namn år 1987 till minne av den socialdemokratiske politikern Torsten Henrikson, som hade kommunala uppdrag under åren 1930–1978, bland annat som ledamot av stadsfullmäktige 1943–1973, kommunalråd åren 1955–1970, samt som riksdagsledamot av andra kammaren åren 1934–1936. Namnberedningen föreslog först namnet Torstens gångbro. Det föreslogs tidigare att en Torsten Henriksons gata skulle namnges efter honom, men namnberedningen tog tillbaka förslaget, då gatan inte skulle läggas ut i rimlig tid.

## Historik
Gångbron började anläggas i november 1987 och var klar i september året därpå men den togs i bruk först den 18 november 1988. Den uppfördes i 80 ton stål, 2 000 m² glas och plast, med trägolv av azobé, försågs med rulltrappor och hiss i båda ändar, samt vanlig trappa vid Lilla Bommen. Bron var närmare 200 meter lång inklusive uppgångarna och tre meter bred invändigt. Den var försedd med ventilation, och ett torn med spiraltrappa för att göra bron tillgänglig för gående från Östra Hamngatan. Bygget kostade 12 miljoner kronor.
Torsten Henriksons gångbro togs ur bruk den sista maj 2020 och revs i juni samma år för att göra plats för bygget av Västlänken och Hisingsbron.
Uppgången vid Lilla Bommen fanns dock kvar i ytterligare fyra månader innan den revs i oktober 2020.

## Galleri

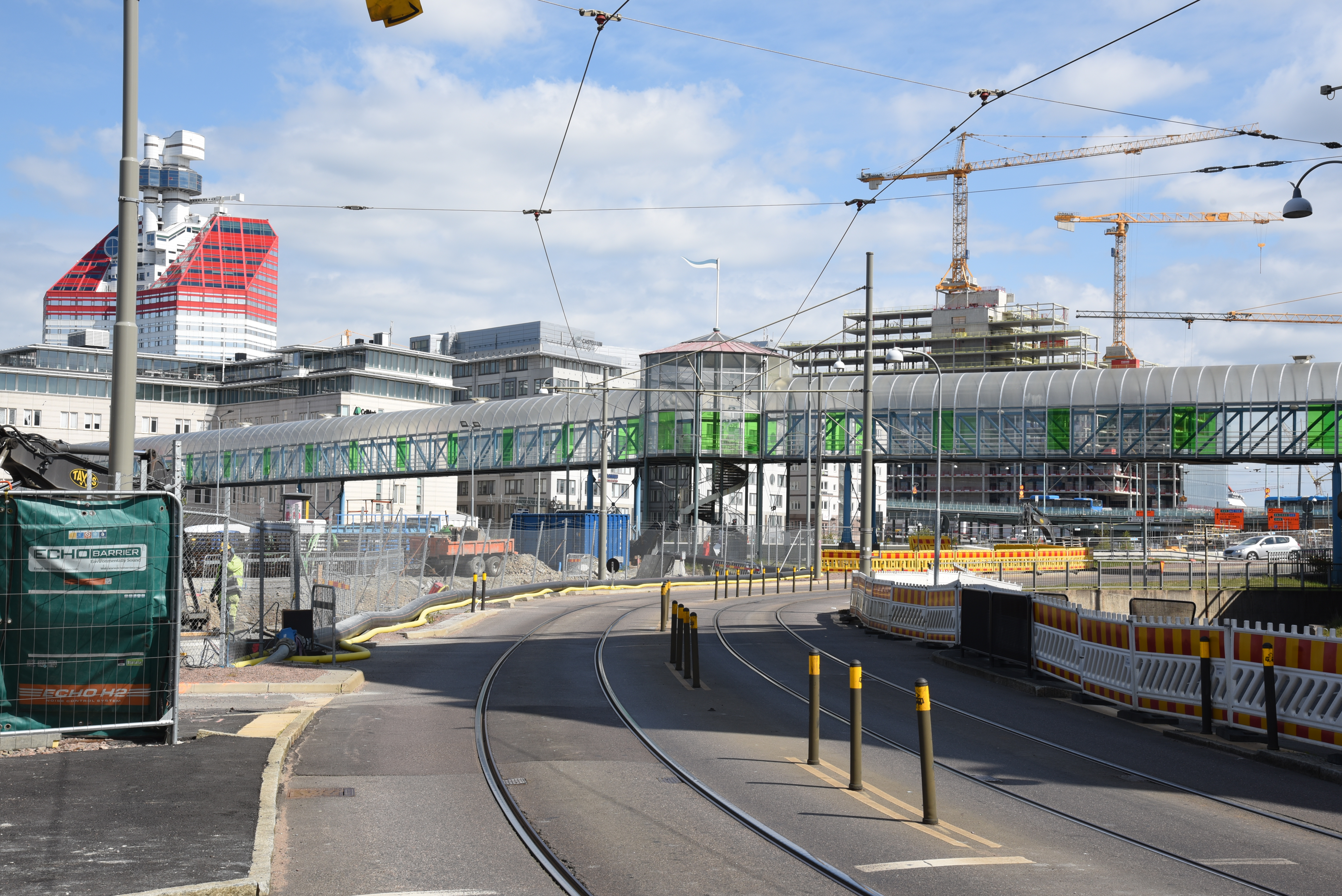
Bron sedd från Östra Hamngatan.
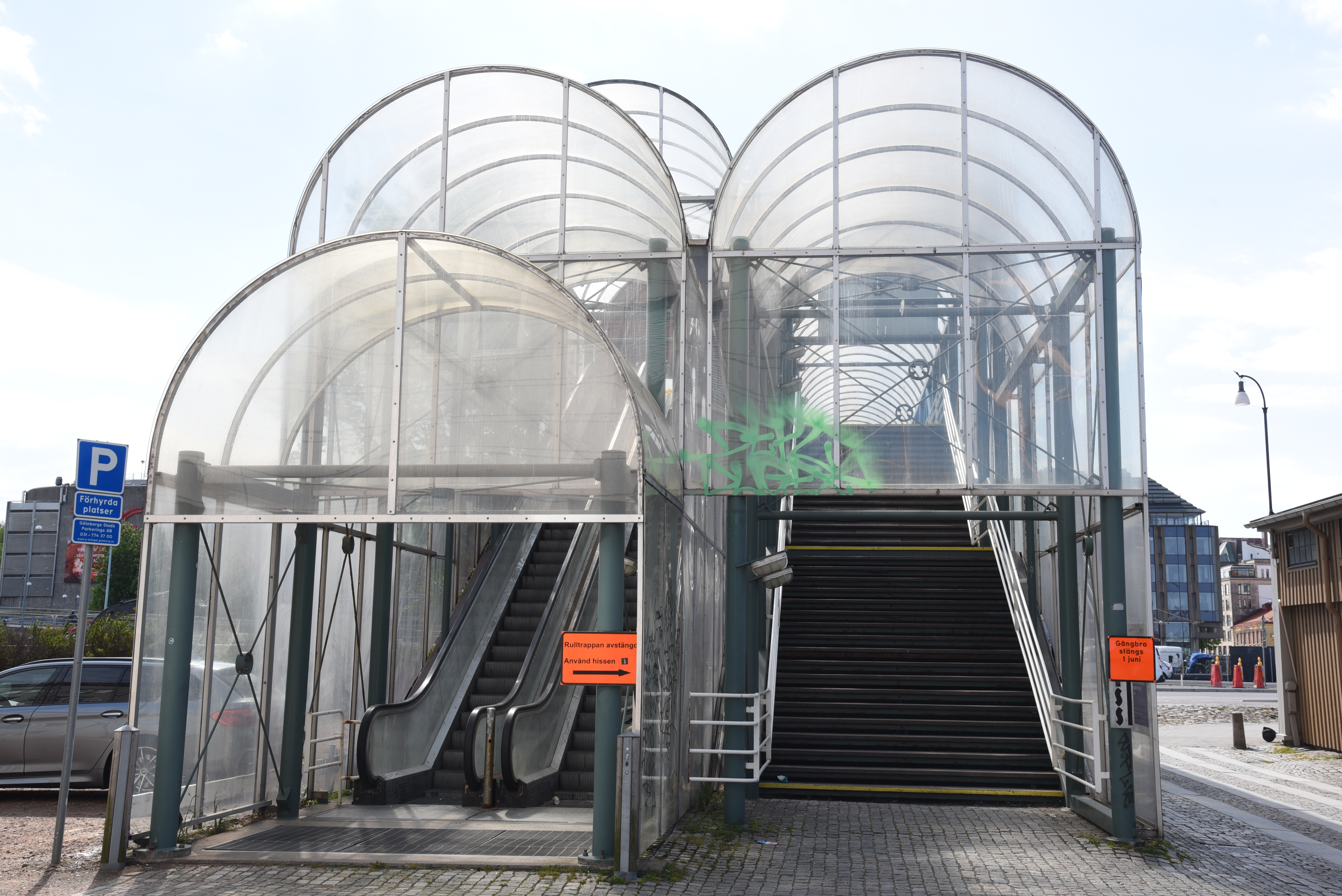
Entrén från Lilla Bommen.
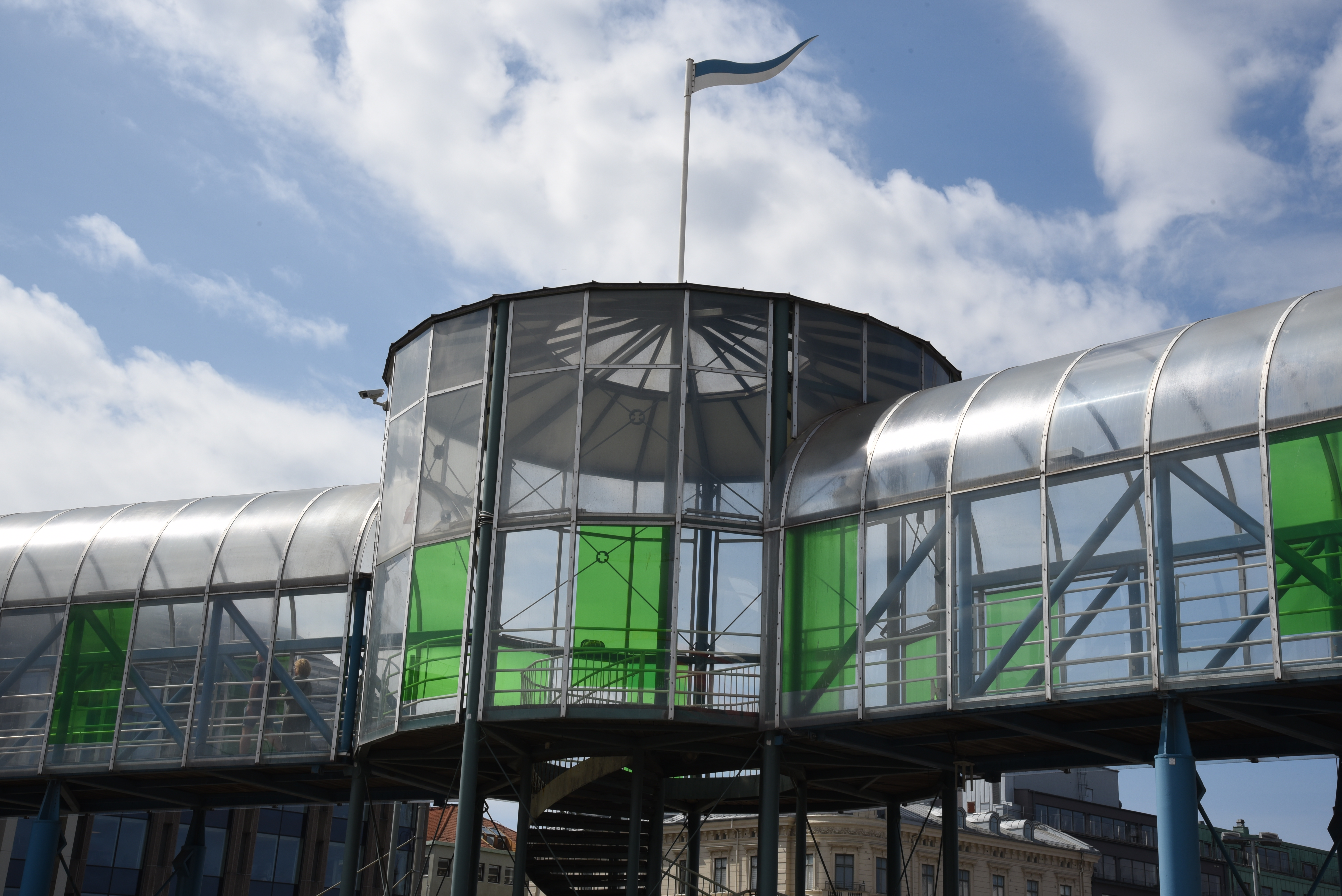
Tornet med uppgång.
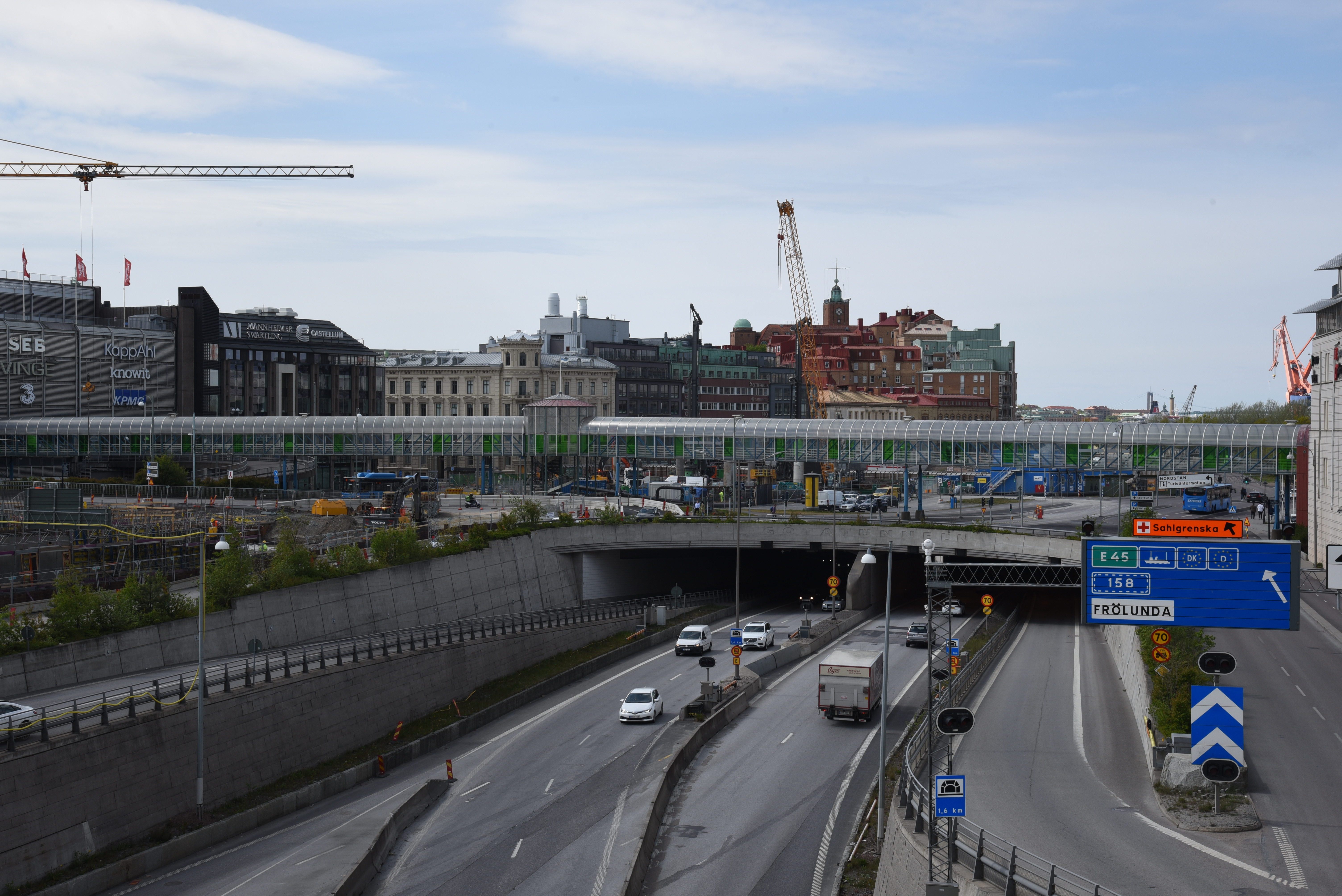
Bron i hela sin sträckning sedd från Götaälvbron.